# 1678.
◄ | 16. stoljeće | 17. stoljeće | 18. stoljeće | ►
◄ | 1640-ih | 1650-ih | 1660-ih | 1670-ih | 1680-ih | 1690-ih | 1700-ih | ►
◄◄ | ◄ | 1675. | 1676. | 1677. | 1678. | 1679. | 1680. | 1681. | ► | ►►
Arhitektura • Astronomija • Biologija • Glazba • Kazalište • Kemija • Kiparstvo • Knjige • Književnost • Kršćanstvo • Medicina • Politika • Pravo • Promet • Slikarstvo • Znanost

## Rođenja
- 13. veljače – Dživo Gundulić, hrvatski pjesnik i dramatičar († 1721.)
- 4. ožujka – Antonio Vivaldi, talijanski skladatelj († 1741.)

## Smrti
- 17. siječnja – Boltižar Milovec, hrvatski pisac i isusovac (* 1612.)
- 16. kolovoza – Nikola Bunić, hrvatski pjesnik i diplomat (* 1635.)
- 27. studenog – Juraj Habdelić, hrvatski književnik (* 1609.)

## Vanjske poveznice
|  | Zajednički poslužitelj ima još gradiva o temi 1678. |